# Казино де Парі
Казино де Парі — один з найвідоміших музичних залів Парижу, історія якого розпочинається 18 століття. Незважаючи на назву, це концертна зала, а не гральний будинок. В 20-роках XX століття він став найвідомішим концертним залом Європи, знаним щедрістю і багатством сценографії та костюмів. Казино де Парі розташоване за адресою Рю де Кліші, 9-ий округ.
Перша будівля на цьому місці зведена герцогом де Рішельє близько 1730 року, після Революції це місце мало назву Сади де Тіволі і було центром проводення феєрверків. У 1880 році створено Палац Театр, в якому проводились вистави різних типів, включаючи боротьбу. З початком Першої світової війни Казино де Парі перетворилось на місце показів кінофільмів та концертний зал.
Протягом десятиліть, серед виконавців, які виступали в казино де Парі були: Містенґетт, Моріс Шевальє, Жозефіна Бейкер, Мішелін Бернардіні, Тіно Россі, Лін Рено, Карла Бруні, Віолетта Віллас, Зізі Жанмер; свій внесок внесли автори: Серж Генсбур і Жан Ферра; Ів Сен-Лоран працював дизайнером казино в 70-тих, а художниками плакатів були Ерте та Жюль Шере.